# Mugelschutzhaus
Das Mugelschutzhaus ist eine Schutzhütte des Österreichischen Touristenklubs (ÖTK) knapp nördlich des Gipfels der Mugel, einem Gipfel der Gleinalpe, in der Steiermark.

## Geschichte
Der Vorgängerbau des Mugelschutzhauses war eine nach dem damaligen Staatsbahnhofrat R. Bilinsky benannte und am 7. Juli 1895 ihrer Bestimmung übergebene Wetterschutzhütte, die sogenannte Bilinsky-Hütte. In Verbindung damit beging der heute (Stand: 2025) noch immer existierende Trachtenverein D’Oberlandler z’Loibn sein Gründungsfest. Verschiedenen Berichten zufolge soll dieses Gründungsfest entweder auf der Mugel oder der Schmollhube stattgefunden haben. Auf Letzteres lässt ein Bericht der Österreichischen Touristenzeitung aus dem Jahr 1895 schließen. Daraus geht hervor, dass die Gesellschaft, die an der Eröffnung der Mugelschutzhütte teilgenommen hatte, sich anschließend zur Schmollhube begab, um dort am „Kirta auf der Alm“ teilzunehmen. Die ursprüngliche Hütte bestand aus einer geräumigen Stube und einem Bodenraum, der anfangs mit Strohsäcken, Matratzen sowie Pölstern und Bettdecken ausgestattet war. An der Nordseite der Hütte wurde ein kleiner Vorbau, von dem aus man auch ins Tal sehen konnte, angebracht. Als Bauleiter fungierte Julius Kienzle, der ebenso ein Mitglied der Leobener ÖTK-Sektion war. Diese Hütte bestand allerdings nur acht Jahre lang und fiel am 11. Juli 1903 einem Brand zum Opfer und wurde dabei vollständig zerstört.
Nach Plänen des Baumeisters Anton Gold wurde noch ab demselben Jahr ein neues und vom ÖTK subventioniertes Schutzhaus errichtet, das am 25. September 1904 offiziell eröffnet wurde und den Namen Jakob-Hans-Prosl-Haus, nach einem Vorstand der Sektion Leoben des Österreichischen Touristenklubs (1904–1914), erhielt. Nach dem Verkauf an eine Investorengesellschaft wurde das alte Hans-Prosl-Haus abgerissen und 2011 bis 2013 durch einen Neubau ersetzt, der auch Räumlichkeiten für Seminare zur Verfügung stellen sollte. Nach der Insolvenz dieser Gesellschaft übernahm wieder der ÖTK die Hütte, stellte den Neubau von Gasträumen, Küche, Matratzenlager und Außenanlagen fertig, verzichtete aber auf den Ausbau des Dachgeschoßes als Seminarhotel. Die Bewirtschaftung erfolgte in dieser Zeit durch Vereinsmitglieder der Sektion Niklasdorf. Seit 2013 ist die Hütte wieder verpachtet und trotz mehrfacher Pächterwechsel weitestgehend durchgehend bewirtschaftet.

## Lage
Das Mugelschutzhaus liegt auf dem Gipfel der Mugel, bei Niklasdorf in der Steiermark und ist Stützpunkt am Nord-Süd-Weitwanderweg 05 vom Nebelstein nach Eibiswald.

## Zustieg
- Ausgangspunkt Jakobikreuz – Jakobikirche 3½ Stunden[11]
- Ausgangspunkt Bushaltestelle Lerchenfeld 3½ Stunden[11]
- Ausgangspunkt Lagerhaus Niklasdorf 3 Stunden[11]
- Offizielle MTB-Zufahrt mit 10 km und 1100 Höhenmeter[8]

## Touren
- Roßegg (1664 m), Gehzeit ½ Stunde
- Brucker Hochalpe (1643 m), Gehzeit 1½ Stunden
- Brucker Hochanger Schutzhaus, Gehzeit 3½ Stunden
- Gleinalm-Schutzhaus, Gehzeit 9–10 Stunden[8]